# System finansowy
System finansowy – układ wzajemnie powiązanych instytucji finansowych, rynków finansowych oraz elementów infrastruktury systemu finansowego. Jest tą częścią systemu ekonomicznego, która umożliwia świadczenie usług pozwalających na krążenie siły nabywczej w gospodarce. System finansowy odgrywa ważną rolę związaną z transferem kapitału od podmiotów posiadających oszczędności do podmiotów, które potrzebują go na inwestycje. W strukturze systemu finansowego można wyróżnić dwa segmenty: rynkowy system finansowy oraz publiczny system finansowy. 
Ogniwa rynkowego systemu finansowego: 
- instrumenty finansowe;
- rynki finansowe;
- instytucje finansowe;
- zasady, na jakich działają trzy pierwsze ogniwa.

Ogniwa publicznego systemu finansowego: 
- instytucje budżetowe;
- instrumenty fiskalne;
- publiczne instrumenty finansowe;
- instytucje fiskalne.

Funkcje systemu finansowego: 
- monetarna (dostarcza podmiotom niefinansowym pieniądza i umożliwia jego obieg w gospodarce),
- kapitałowo-redystrybucyjna (umożliwia przepływ wolnych środków od tych podmiotów, które nimi dysponują do tych, które ich potrzebują),
- kontrolna (pełni kontrolę nad strumieniami pieniężnymi, w szczególności nad środkami zainwestowanymi, wypożyczonymi i redystrybuowanymi w przeszłości).